# Rittergut Lossa
Das Rittergut Lossa, mitunter als Schloss Lossa bezeichnet, befindet sich im etwa 7 Kilometer südöstlich der Stadt Eilenburg gelegenen und zur Gemeinde Thallwitz gehörendem Dorf Lossa im Landkreis Leipzig. Das aus der Mitte des 16. Jahrhunderts stammende historische Bauensemble, das 2016 durch einen Brand schwer beschädigt wurde, steht wie der sich östlich anschließende Gutspark unter Denkmalschutz.

## Geschichte
Urkundlich erstmals erwähnt wurde die Anlage des Rittergutes Lossa im Jahre 1504 als den Herren von Canitz gehörendes Vorwerk. Um 1564 wurde sie schon als Rittergut bezeichnet. Besitzer war zu dieser Zeit Moritz von Nischwitz. Weitere Besitzer waren unter anderem Conrad von Stein, der das Rittergut während des Dreißigjährigen Krieges besaß, und das zum Naumburger Uradel gehörende Adelsgeschlecht von Bünau.
Im Jahre 1810 kam es erblich in den Besitz von Armgard Caroline Albertine von Könneritz (1768–1837), einer gebürtigen von Hohenthal. Ihr Ehemann war der in Gruna geborene Hans Wilhelm Traugott von Könneritz (1753–1829), welcher dem alten thüringisch-meißnischen Adelsgeschlecht derer von Könneritz entstammte. Den Besitz in Lossa erbte der gemeinsame Sohn Hans Heinrich von Könneritz (1790–1863), der im Jahre 1822 auch das Schloss Erdmannsdorf im Erzgebirge erwarb. Von ihm ging es im Jahre 1856 auf seinen Sohn Richard von Könneritz (1828–1910) über. Um 1884 bildete das Rittergut Lossa einen eigenen Gutsbezirk mit 29 Einwohnern. Kirchlich gehörte es zu Nischwitz. 1910 beinhaltete das Rittergut Lossa samt einiger weiterer Grundstücke in Großzschepa und Nepperwitz 272 ha Land.
Richard von Könneritz verstarb kinderlos. Im Gutspark des Rittergutes wurde ihm zu Ehren im Jahre 1911 ein Gedenkstein aufgestellt, der bis heute an ihn erinnert. Seine Erben, so u. a. Karl Eduard Graf von Koenneritz  (1865–1926), kgl. sächs. Generalmajor und liiert mit Pia Freiin von Fritsch (1876–1948), blieben noch bis zum Jahre 1945 im Besitz des Rittergutes. Letzter Gutsinhaber war Hasso Heino Graf von Könneritz. Er ging nach 1945 mit seiner Frau Alexandra Hauschild und den drei Kindern nach Lichtenstein. Im Zuge der Bodenreform in der Sowjetischen Besatzungszone wurden sie, wie die meisten Großgrundbesitzer in der Besatzungszone mit über 100 Hektar Land, schließlich entschädigungslos und vollständig enteignet.
Das Herrenhaus wurde in der Zeit der DDR unter anderem als Kindergarten genutzt. Außerdem befand sich hier eine kleine Bibliothek. Da sich der bauliche Zustand des Gebäudes zusehends verschlechterte, stand es ab Mitte der 1980er Jahre leer. Die einstige Reithalle des Gutes war bereits in den 1960er Jahren zu einem Kulturhaus ausgebaut worden. In diesem kulturellen Zentrum des Ortes fanden unter anderem Erntedankfeste, Weinfeste und Auftritte bekannter Orchester statt.
Die Nebengebäude des Rittergutes werden bis in die Gegenwart bewohnt beziehungsweise kulturell und gewerblich genutzt. Die baulichen Überreste des Hauptgebäudes versucht die Gemeinde seit der Wende zu sichern und zu sanieren. Unter anderem wurde im Jahre 2000 der Dachstuhl neu eingedeckt. Die Versuche, einen Investor für das historische Gebäude zu finden, gestalteten sich schwierig. Am 29. August 2016 brannte ein Teil des Herrenhauses nieder, sodass von ihm nur noch eine Ruine blieb. Als Brandursache wurde Brandstiftung vermutet.

## Baubeschreibung
Das auch als Schloss bezeichnete Herrenhaus des Rittergutes Lossa wurde bereits unter Moritz von Nischwitz errichtet. Dabei handelt es sich um einen elfachsigen zweigeschossigen Bruchsteinbau mit Mittelrisaliten an Vorder- und Rückseite. Über dem von Gauben geprägten Satteldach thronte ein Dachreiter. Die profilierten Renaissance-Fenstergewände bestehen aus Porphyrtuff. Ein Mittelrisalit an der Vorderseite wird durch vier Kolossalpilaster gegliedert. Bis zum Brand im Jahre 2016 wurde er Zwerchhaus und Volutengiebel geprägt.
An der Rückseite des Gebäudes ist ein stark hervorspringender vierachsiger Mittelrisalit zu erkennen. Er wurde ebenfalls von einem Zwerchhaus gekrönt. Die Fenstergewände bestehen hier aus Sandstein und Porphyrtuff.
Ins Innere des Herrenhauses gelangt man durch drei rundbogige Eingänge am vorderen Mittelrisaliten. Im Flur ist ein auf einer toskanischen Säule ruhendes Kreuzgratgewölbe zu finden. Das Obergeschoss wird von einer Holzbalkendecke geprägt.
Rechts dem Herrenhaus ist ein angebautes Torhaus mit Walmdach und einer Tordurchfahrt zum Park zu finden. Auch hier befinden sich im Obergeschoss Fenstergewände aus profilierten Porphyrtuff.
Das Herrenhaus ist beidseitig von zweigeschossigen Kavaliershäusern flankiert, die mit Fledermausgauben versehene Mansardendächer besitzen. Außerdem finden sich auf dem Gutshof weitere Wirtschaftsgebäude, darunter ein zweigeschossiges Gebäude mit Satteldach, das dem rechten Kavaliershaus vorgelagert ist. Im Erdgeschoss sind unter anderem Kunststeingewände an Fenstern und den zwei Portalen zu finden. Im Obergeschoss bestehen die Fenstergewände aus Holz.
→ siehe auch: Liste der Kulturdenkmale in Thallwitz

## Gutspark
Dem Rittergut schließt sich im Osten eine Parkanlage an, die als Gartendenkmal ebenfalls unter Denkmalschutz steht und vom Flüsschen Lossa durchflossen wird. Unter anderem ist im Park eine Freilichtbühne zu finden. Zu den örtlichen Sehenswürdigkeiten gehört eine Kopflindenallee nördlich der Lossa.